# Pont d'Ougrée
Le pont d'Ougrée, appelé également pont de Sclessin, est le premier pont traversant la Meuse à Liège, il relie Sclessin (Liège) à Ougrée (Seraing). Il est également le point de départ d'une importante nationale qui relie le bassin liégeois au Sart-Tilman, où est installé l'Université de Liège, à Boncelles et, plus loin, au Condroz et à Marche-en-Famenne.
Il se trouve juste en face du stade du Standard de Liège (rive gauche) et des usines Cockerill-Sambre (rive droite).